# Anhelina Ovchynnikova
Anhelina Ovchynnikova (9 de diciembre de 2003) es una deportista ucraniana que compite en natación sincronizada.
Ganó cuatro medallas en el medallas en el Campeonato Mundial de Natación, en los años 2022 y 2023, y cuatro medallas en el Campeonato Europeo de Natación de 2022. En los Juegos Europeos de Cracovia 2023 consiguió una medalla de plata.

## Palmarés internacional
| Campeonato Mundial | Campeonato Mundial | Campeonato Mundial | Campeonato Mundial |
| Año                | Lugar              | Medalla            | Prueba             |
| ------------------ | ------------------ | ------------------ | ------------------ |
| 2022               | Budapest (Hungría) | Medalla de oro     | Combinación libre  |
| 2022               | Budapest (Hungría) | Medalla de oro     | Rutina especial    |
| 2022               | Budapest (Hungría) | Medalla de plata   | Equipo libre       |
| 2023               | Fukuoka (Japón)    | Medalla de bronce  | Equipo libre       |
| Juegos Europeos    |                    |                    |                    |
| Año                | Lugar              | Medalla            | Prueba             |
| 2023               | Oświęcim (Polonia) | Medalla de plata   | Rutina acrobática  |
| Campeonato Europeo |                    |                    |                    |
| Año                | Lugar              | Medalla            | Prueba             |
| 2022               | Roma (Italia)      | Medalla de oro     | Equipo técnico     |
| 2022               | Roma (Italia)      | Medalla de oro     | Equipo libre       |
| 2022               | Roma (Italia)      | Medalla de oro     | Combinación libre  |
| 2022               | Roma (Italia)      | Medalla de oro     | Rutina especial    |